# Aglossorrhyncha galanthiflora
Aglossorrhyncha galanthiflora är en orkidéart som beskrevs av Johannes Jacobus Smith. Aglossorrhyncha galanthiflora ingår i släktet Aglossorrhyncha och familjen orkidéer. Inga underarter finns listade i Catalogue of Life.